# Hülben
Hülben è un comune tedesco di 2 878 abitanti, situato nel land del Baden-Württemberg.

## Storia

### Simboli
Il sigillo comunale, utilizzato fino al 1930 e presumibilmente risalente al XIX secolo, raffigurava un vomere circondato da rami frondosi, simbolo dell'agricoltura. 

Con una delibera del consiglio comunale del 12 marzo 1948 si decise di modificare lo stemma del comune che ormai aveva perso la sua vocazione agricola. Con delibera del Ministero dell'Interno del Württemberg-Hohenzollern del 26 aprile 1951, fu quindi concesso un nuovo stemma e la bandiera corrispondente: di argento, alla fascia di nero, alla campagna ondata dello stesso. La linea ondulata in punta allo scudo rimandava al toponimo, derivato da hülwe ("lago" o "stagno"). La fascia intendeva commemorare i Cavalieri di Dettingen, che possedevano proprietà a Hülben. La famiglia Cudis miles de Tettingen portava lo stemma d'argento, alla fascia di nero. In occasione dei festeggiamenti per gli 850 anni del comune venne adottato un nuovo stemma, concesso insieme alla bandiera il 1° giugno 1987, che presenta ancora una campagna ondata in punta ma questa è accompagnata dalla figura di un'ammonite con riferimento ai fossili ritrovati all'interno del territorio comunale.
La bandiera è un drappo partito di giallo e di azzurro caricata dello stemma municipale.